# Doris Tate
Doris Gwendolyn Willett Tate (16 de enero de 1924-10 de julio de 1992), fue una activista estadounidense dedicada a la lucha por los derechos de las víctimas de asesinato, fue la madre de Sharon Tate. Tras la muerte de la actriz y de varias otras personas a manos de miembros de la familia Manson en 1969, Doris se dedicó a concienciar públicamente sobre el sistema penal de los Estados Unidos, influyendo en la decisión judicial que supuso la modificación de las leyes penales de California relacionadas con los derechos de las víctimas de crímenes violentos.

## Biografía
Nacida en Houston, Texas, Doris Tate era la segunda hija de Dorris W. Willett y su esposa Fannie R. Leuch, quienes tenían otra hija, Genevieve. Doris, casada con el coronel Paul Tate, era ama de casa y madre de tres hijas: Sharon, Debra y Patricia. En 1969 su hija mayor, casada con el director de cine Roman Polanski, estaba empezando a destacar como actriz. Embarazada de ocho meses del que iba a ser su primer hijo, Sharon y otras cuatro personas fueron asesinadas en la casa en que el matrimonio vivía de alquiler, el 10050 Cielo Drive, siendo los crímenes ampliamente cubiertos a nivel mundial por la prensa sensacionalista. Los asesinos fueron finalmente identificados pocos meses después como Charles Watson, Susan Atkins y Patricia Krenwinkel, quienes actuaron bajo las órdenes del líder de la secta de la que formaban parte, Charles Manson. Todos ellos fueron declarados culpables y condenados a muerte junto con Leslie Van Houten, quien no había participado en el crimen de Cielo Drive pero sí en el crimen del matrimonio LaBianca, cometido la noche siguiente. Las sentencias serían finalmente anuladas antes de que pudiesen ser apeladas cuando el Estado de California abolió temporalmente la pena de muerte.
Por más de una década tras los asesinatos, Tate, quien luchaba contra una fuerte depresión, permaneció alejada de los medios y no fue capaz de hablar sobre la muerte de su hija. En 1982 fue informada de que Leslie Van Houten había obtenido 900 firmas las cuales apoyaban su salida en libertad condicional. Doris elaboró una campaña pública contra Van Houten la cual obtuvo el apoyo de The National Enquirer, quien imprimió cupones en sus ejemplares para que la gente los firmase y los enviase directamente a Doris. Con más de 350 000 firmas, Tate demostró que un gran número de personas se oponía a la liberación de Van Houten, cuya salida en libertad condicional fue finalmente denegada.
Doris empezó a aparecer en varios programas de televisión mostrando su opinión acerca del sistema penal y del impacto que la muerte de su hija tuvo en su familia. Se unió así mismo a la organización Parents of Murdered Children de Los Ángeles, siendo premiada posteriormente con el puesto de consejera y convirtiéndose más adelante en miembro activo del grupo Victim Offender Reconciliation and Justice for Homicide Victims. De igual modo, Tate fundó COVER (Coalition on Victim's Equal Rights), sirviendo en el California State Advisory Committee on Correctional Services como representante de las víctimas.
Doris formó parte de un grupo dedicado a trabajar en la aprobación de la Proposición 8, Victim's Rights Bill (Proyecto de ley de derechos de las víctimas), la cual fue aprobada en 1982 y permitía la presentación de la declaración de impacto de la víctima durante la sentencia. Tate se convirtió en la primera californiana en efectuar una declaración de este tipo tras la aprobación de la ley cuando habló en la audiencia para la libertad condicional de uno de los asesinos de su hija. Por su parte, Doris se postuló en 1984 para la Asamblea del Estado de California como defensora de los derechos de las víctimas. Pese a no ser elegida, continuó haciendo campaña en favor del cambio de varias leyes existentes, involucrándose en la aprobación de la Proposición 89, la cual permitía al gobernador del estado anular las decisiones tomadas por los Términos de la Junta de Prisiones.
La evaluación de Tate sobre Manson, Watson, Atkins, Krenwinkel y Van Houten era que sus crímenes constituían delitos tan viciosos como para justificar la ejecución. En la audiencia para la libertad condicional de Watson en 1984, Doris dijo: «¿Qué misericordia, señor, mostró con mi hija cuando estaba suplicando por su vida? ¿Qué misericordia mostró con mi hija cuando dijo dadme dos semanas para tener a mi bebé y entonces podéis matarme?... ¿Cuándo obtendrá Sharon la libertad condicional?... ¿Saldrán de sus tumbas estas siete víctimas y posiblemente más si usted consigue la libertad condicional? Usted no es de fiar». Doris volvería a confrontar a Watson en 1990.

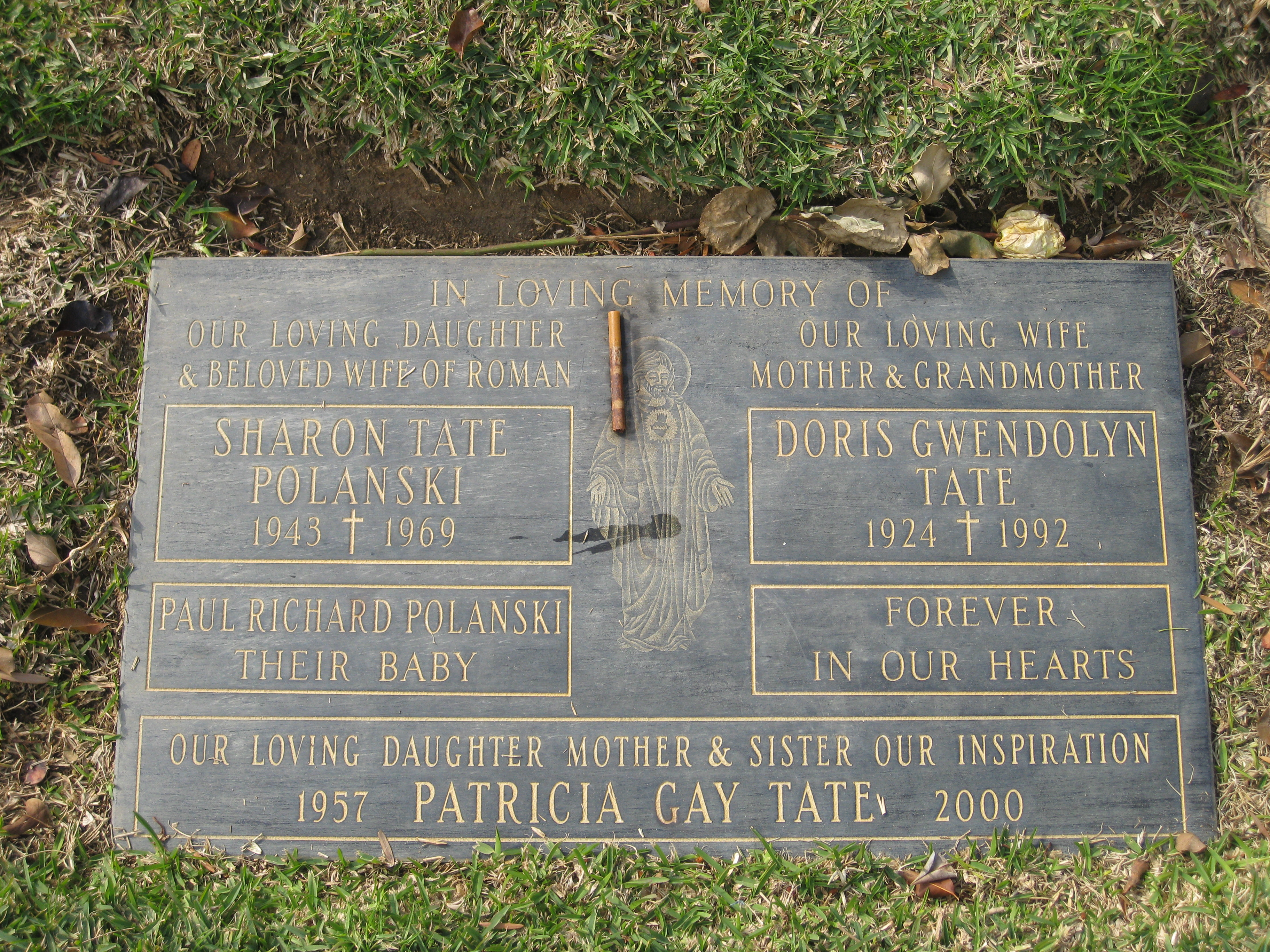
Tumba de la familia Tate en el cementerio de Holy Cross, en Culver City, California, donde se hallan sepultadas Doris, sus hijas Patricia y Sharon, y Paul Richard, el bebé nonato de esta última

La salud de Tate empezó a deteriorarse después de que le fuese diagnosticado un tumor cerebral. En 1992 se convirtió en uno de los numerosos trabajadores voluntarios reconocidos por el presidente George H. W. Bush como sus «mil puntos de luz». La ceremonia, durante la cual Doris y su familia fueron honrados por Bush por su labor en la lucha por los derechos de las víctimas, supuso la última aparición pública de Tate, quien falleció el 10 de julio de aquel año.

## Legado
Su obra fue continuada por sus hijas Debra y Patricia. El Doris Tate Crime Victims Bureau, una organización sin ánimo de lucro dedicada a realizar un seguimiento de las leyes penales así como a la concienciación pública, empezó a funcionar en Sacramento en julio de 1993. En 1995, la Doris Tate Crime Victims Foundation fue establecida con el fin de proveer asistencia a las víctimas y sus familias. Patricia, por su parte, empezó a representar a la familia Tate en las audiencias para la libertad condicional, falleciendo a causa de un cáncer en 2000. En 1997, Debra asistió a la audiencia para la libertad condicional de Patricia Krenwinkel, y, desde entonces, ha asistido a las audiencias de todos los miembros de la familia Manson encarcelados por los crímenes Tate-LaBianca, llevando a cabo campañas en contra de la liberación de cada uno de los miembros de la familia condenado por asesinato.